# Arcoppia bifilis
Arcoppia bifilis är en kvalsterart som först beskrevs av Giovanni Canestrini 1898.  Arcoppia bifilis ingår i släktet Arcoppia och familjen Oppiidae. Inga underarter finns listade i Catalogue of Life.